# Dacrydium
Dacrydium és un gènere de coníferes de la família Podocarpaceae. Consta de 16 espècies d'arbres i arbusts perennifolis dioics. Va ser descrit primer per Solander el 1786. La reclassificació de Laubenfels i Quinn va posar la secció A dins el gènere Falcatifolium, va dividir la secció C en els dos nous gèneres Lepidothamnus, Lagarostrobos i Halocarpus, i va mantenir la secció B com a gènere Dacrydium.
La distribució natural de Dacrydium va de Nova Zelanda, Nova Caledònia, Fiji i les illes Salomó a través de Malèsia a Tailàndia i sud de la Xina.